# Kötlutangi
Kötlutangi – najbardziej wysunięty na południe punkt Islandii znajdujący się w powiecie (sýslur) Vestur-Skaftafellssýsla. Powstał w wyniku erupcji wulkanu Katla w 1918 i od tego momentu jest rekordowym punktem kraju (wcześniej to miano należało do Dyrhólaey). W niedalekiej przyszłości Dyrhólaey może odzyskać tytuł najdalej wysuniętego na południe punktu Islandii, ponieważ powierzchnia Kötlutangi zmniejsza się średnio o 100 m na 10 lat. W 2004 według zdjęć satelitarnych Kötlutangi znajdowało się 500 metrów na południe dalej niż Dyrhólaey. Kötlutangi może pozostać najbardziej wysuniętym punktem jeżeli ponownie dojdzie do erupcji Katli.